# 马雷克·亚罗林
马雷克·亚罗林（Marek Jarolím，1984年5月21日—），是一名捷克足球运动员，司职中场，现效力于捷克球队利贝雷茨。

## 俱乐部生涯
亚罗林在布拉格斯巴达开始职业足球生涯，之后先后效力于捷克足球甲级联赛球队博莱斯拉夫、比尔森胜利、布拉格斯拉维亚、亚布洛内茨和特普利采。
2013年2月27日，亚罗林转会加盟中国足球超级联赛球队杭州绿城。但亚罗林始终无法融入杭州绿城的战术体系，6月即和球队解约。

## 个人
亚罗林是捷克退役球员和现任教练卡雷尔·亚罗林的侄子，也是捷克球员卢卡斯·亚罗林和达维德·亚罗林的堂弟。